# Сохемос
Сохемос (арм. Սոհեմոս) — царь Великой Армении (140/144—161 и вторично 164—185/86).

## Биография
Сохемос (или Тигран Последний согласно историку V века Мовсесу Хоренаци) происходил из коммагенской ветви древней армянской династии Ервандидов. До восхождения на трон Армении он правил городом Эмеса в Ассирии (современный Хомс в Сирии).
Получил армянский трон от римского императора Антонина Пия после свержения царя Вагарша I. Посчитав правление Сохемоса нарушением Рандейского мира 64 года, после смерти Антонина Пия в 161 году, парфянские войска вторглись в Армению и, одолев Сохемоса, воздвигли на трон Бакура из дома Аршакидов. Сам Сохемос бежал из страны и нашёл убежище в Риме, где стал сенатором.
Эти события спровоцировали новую римско-парфянскую войну, в ходе которой римские легионы во главе со Стацием Приском летом 163 года вторглись в Армению, разрушили её столицу Арташат и арестовали Бакура. Император Марк Аврелий (161—180) попытался объявить Армению провинцией Рима, однако начавшееся восстание армян во главе с князем Трдатом заставило римлян отказаться от своих планов.
Эта война очень дорого обошлась Риму, потому что победоносная армия принесла с собой с востока чуму, которая очень быстро распространилась по всей империи. В 164 году армянский трон был возвращён Сохемосу, который перенёс столицу страны из разрушенного Арташата в Вагаршапат.
При Сохемосе продолжились строительные работы в Вагаршапате. Так, в городе были построены цитадель, оборонительные укрепления, дворцовый комплекс и несколько языческих храмов. Сохемос также поддерживал эллинистическую культуру, при его дворе нашёл убежище поэт и историк Ямвлих, который, как предполагается, именно здесь написал свой знаменитый роман «Вавилоника».
В честь первого восхождения на трон Армении в Риме была выпущена медная медаль с изображениями императора Антонина Пия и Сохемоса и с надписью «Король, армянам дарованный по решению сената».

## В культуре
Царь Армении Сохемос присутствует в фильме «Падение Римской империи» (1964 г.). Роль Сохемоса сыграл голливудский актёр египетского происхождения Омар Шариф.

## Источник
- Армянская Советская Энциклопедия. Том 10, стр. 495, статья: Сохемос  (арм.)